# Schmirgel

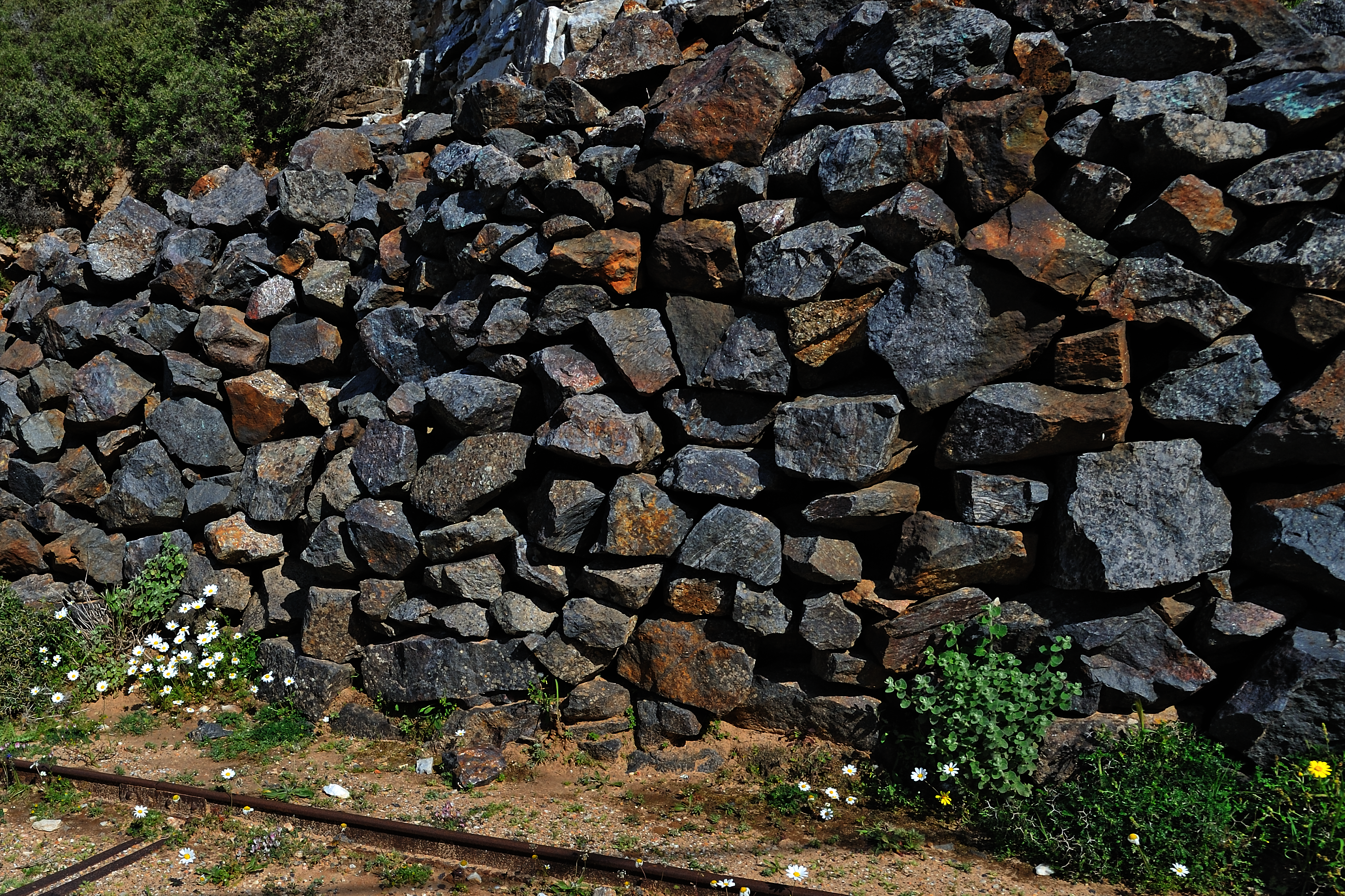
Rohschmirgel in einem Bergbaugebiet auf Naxos, Griechenland

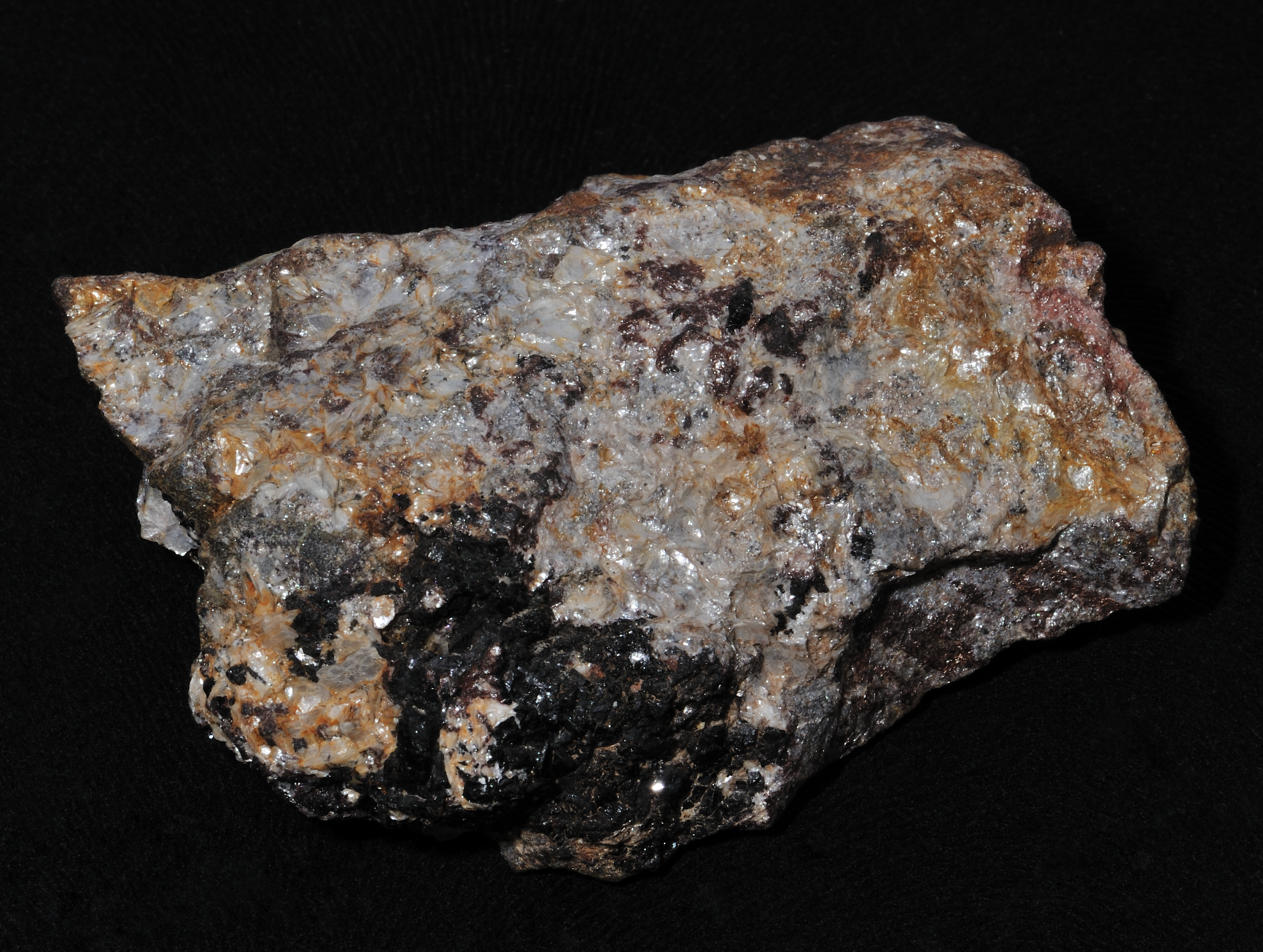
Ein Stück Rohschmirgel aus Naxos, Griechenland

Schmirgel ist ein Schleifmittel aus einem feinkörnigen Mineralgemenge von Korund, mit Magnetit, Hämatit und Quarz als natürliches Gesteinsvorkommen, vor allem auf der Insel Naxos.

## Allgemein
In der Schleiftechnik als Schleifmittel sowie zum Bohren und Sägen harter Gesteine wurde Schmirgel lange Zeit eingesetzt. Je nach Verwendungszweck wurde das gepulverte Rohmaterial in Wasser oder Öl geschlämmt. Dadurch waren verschiedene Korngrößen voneinander trennbar, die verschiedene Arten des Arbeitens mit dem Schmirgel ermöglichten. Johann Reinhard Blum berichtete 1840, dass in Ostindien von tamilischen Handwerkern Scheiben aus einem lackartigen Harz mit darin eingeschmolzenem Schmirgelpulver (Korund) hergestellt wurden, die zu Steinschleifarbeiten Verwendung fanden. Als in Kleinasien weitere Schmirgellager entdeckt wurden, bekam die Gewinnung auf Naxos zusätzliche Konkurrenz. Die Glasschleiferei griff in vergangener Zeit jedoch weiter auf den Schmirgel von der Insel zurück. Als Handelsbezeichnung für den Schmirgel gab es die Namen Emeril und Emery, womit auf eine regionale Bezeichnung und den Namen des Bergwerks auf Naxos Bezug genommen wird. Im Geologischen Museum von Aperathos auf Naxos sind Exponate des Schmirgelabbaus ausgestellt.
Die lange weltweit führende Firma für den Rohstoff Schmirgel war Naxos-Union. Die Förderung erfolgte auf der griechischen Kykladen-Insel Naxos. Griechisch heißt das feinkörnige Gemenge: smyris; italienisch smeriglio, daher der Name: Schmirgel.

## Anwendungsgebiete
Als Schleifmittel zur Bearbeitung und zum Polieren von Stahl, Gusseisen und Holz. Außerdem gibt es Poliermaschinen, bei denen der Schmirgel auf die Feuerscheiben aufgeleimt wird. In loser Form wird er noch beim Polieren optischer Gläser verwendet. In seiner Leistungsfähigkeit liegt Schmirgel hinter Korund und da die Qualität des Schleifkorns bei der Herstellung kaum kontrollierbar ist, hat es (wie fast alle natürlichen Schleifmittel) nur noch eine geringe Bedeutung gegenüber synthetischen Schleifmitteln.
Neben echtem Schmirgelpapier ist der Begriff noch als Synonym für Schleifpapier weithin gebräuchlich, auch wenn dieses keinen Schmirgel enthält.